# Козлова, Людмила Вячеславовна
Людмила Вячеславовна Козлова (род. 4 августа 1949 года) — заслуженный врач Российской Федерации. Заслуженный деятель науки Российской Федерации. Доктор медицинских наук, профессор. Член Совета Федерации Российской Федерации от Смоленской области.

## Биография
Проректор и заведующая кафедрой Смоленской государственной медицинской академии, заведующая отделением № 1 стационара № 1 ОГБУЗ «Детская клиническая больница», депутат Смоленской областной Думы пятого созыва на непостоянной основе.

## Награды и звания
- Почётное звание «Заслуженный врач Российской Федерации»[1].
- Почетное звание «Заслуженный деятель науки Российской Федерации»".
- Медаль «МПА СНГ. 25 лет» (27 марта 2017 года, Межпарламентская ассамблея СНГ) — за заслуги в деле развития и укрепления парламентаризма, за вклад в развитие и совершенствование правовых основ функционирования Содружества Независимых Государств, укрепление международных связей и межпарламентского сотрудничества[2].